# Mary Ward (científica)
Mary Ward (de soltera, King; 27 de abril de 1827 – 31 de agosto de 1869) fue una científica aficionada anglo-irlandesa, conocida principalmente por su trabajo como divulgadora científica, pionera en la publicación de detalladas observaciones microscópicas a través del su libro que publicado en 1857 que tituló Sketches with the Microscope ("Bocetos con el microscopio"). Por otro lado, fue la primera persona en el mundo, que se sepa, que haya muerto por un vehículo tras caer bajo las ruedas de un coche de vapor experimental construido por sus primos. Este accidente sucedió en 1869, siendo la primera persona en el mundo, que se sepa, que haya muerto por un vehículo de motor.

## Biografía
Mary Ward nació en el seno de una familia aristocrática del condado irlandés de Offaly en 1827, siendo la hija menor del reverendo Henry King y su esposa. Se casó en 1854 con Henry William Crosbie Ward, quinto vizconde de Bangor y tuvo tres hijos y cinco hijas. Vivió influenciada por científicos que conoció a través de su familia como parientes y amistades. Ward desde muy pequeña manifestó interés por la ciencia y el mundo natural, interés que sus padres apoyaron constantemente y financiaron, llegando a obsequiarle un costoso microscopio para la época. No obstante, su camino en la ciencia lo inició como una entusiasta astrónoma aficionada, interés que compartía con su primo William Parson (tercer conde de Rosse) quien sería conocido como el astrónomo constructor del microscopio más grande del mundo desde el año 1845 hasta la construcción del Telescopio Hooker en el año 1917.
A pesar de su trabajo en ámbito científico, Mary Ward nunca obtuvo un título universitario a razón de que a las mujeres de esa época no les estaba permitido. No obstante, Mary Ward era una de las tres únicas mujeres en la lista de correo de la Royal Astronomical Society (las otras eran la reina Victoria y Mary Somerville, una científica que dio nombre al Somerville College de la Universidad de Oxford).

## Legado
Su primer libro de microscopio fue producido en forma privada por Shields of Parsonstown en 1857. Se llamó Sketches with the Microscope y solo se imprimieron 250 copias. Más tarde el libro fue publicado en 1864 por Groombridge & Sons con el título "The World of Wonders Revealed by the Microscope Teachings".
El microscopio, los accesorios, las diapositivas y los libros de Ward se exhiben en la casa de su esposo, Castle Ward, en el condado de Down. La casa de William Parsons en Birr Castle, County Offaly, también está abierta al público.

## Muerte
El 31 de agosto de 1869, cuando tenía cuarenta y dos años, Mary, Henry y dos de los hijos de Lord Rosse viajaban en un carruaje de vapor inventado por su padre cuando sacudió y arrojó a Mary al suelo, donde fue aplastada por una de sus pesadas ruedas y murió instantáneamente.